# Brädlappen
Brädlappen är en sjö i Örebro kommun i Närke och ingår i Norrströms huvudavrinningsområde.